# Eugenia isabeliana
Eugenia isabeliana är en myrtenväxtart som beskrevs av Hjalmar Frederik Christian Kiaerskov. Eugenia isabeliana ingår i släktet Eugenia och familjen myrtenväxter. Inga underarter finns listade i Catalogue of Life.